# Cirrus floccus
 (septembre 2023).
Si vous disposez d'ouvrages ou d'articles de référence ou si vous connaissez des sites web de qualité traitant du thème abordé ici, merci de compléter l'article en donnant les références utiles à sa vérifiabilité et en les liant à la section « Notes et références ».
Un cirrus floccus est une sorte de nuage où chaque élément nuageux est constitué par un petit flocon d'aspect cumuliforme, dont la partie inférieure, plus ou moins déchiquetée, est souvent accompagnée de virga. Le terme floccus s'applique aux cirrus, aux cirrocumulus et aux altocumulus.